# Loftus Versfeld Stadion
Loftus Versfeld Stadion je stadion u Pretoriji, gradu u Južnoafričkoj Republici. Izgrađen je 1906. Kapaciteta je 51 762 sjedeća mjesta. 2008. je obnovljen za potrebe Svjetskoga nogometnoga prvenstva koje se 2010. igra u Južnoafričkoj Republici, ali i zbog Konfederacijskog kupa koji se 2009. igrao, također u Južnoafričkoj Republici.